# خوسيه دي كارباخال إيه لانكاستر
خوسيه دي كارباخال إيه لانكاستر (بالإنجليزية: José de Carvajal y Lancáster)‏‏ (16 مارس 1698 في قصرش - 8 أبريل 1754 في مدريد) سياسي من إسبانيا.

## الجوائز
- فارس رهبانية الجِزَّة الذهبية  [لغات أخرى]‏